# Sylvius Leopold Weiss
Pour les articles homonymes, voir Weiss.
Œuvres principales
fantaisie en mi mineur
Silvius Leopold Weiss est un luthiste, théorbiste et compositeur allemand, né à Breslau en principauté de Breslau, le 12 octobre 1687 et mort à Dresde le 15 octobre 1750.

## Biographie
Weiss apprend le luth auprès de son père Johann Jacob. Après un premier emploi de musicien de cour dans sa ville natale, le jeune Weiss s'installe à la cour de Düsseldorf en 1706 au service de l'électeur Johann Wihelm.
En 1708, il part pour Rome, où il est musicien du prince Aleksander Benedykt Sobieski (fils de Jean III Sobieski). Lors de ce séjour en Italie, il a probablement l'occasion de rencontrer Domenico Scarlatti, Arcangelo Corelli et Georg Friedrich Haendel.
À la mort du prince, en 1714, Sylvius Leopold Weiss quitte l'Italie et travaille aux cours de Kassel, Düsseldorf et Dresde. En 1717, il se rend à Prague, où il rencontre le luthiste Johann Anton Losy von Losimthal appelé aujourd'hui comte Logy. En 1721, à la mort du comte Logy, il composera un tombeau en sa mémoire. Il part ensuite pour Londres, où il restera cinq mois.
En 1718, de retour à Dresde, il est nommé musicien de chambre d'Auguste II le Fort, Prince-Electeur de Saxe et roi de Pologne. À cette fonction, il a l'occasion de rencontrer le flûtiste Johann Joachim Quantz ainsi que des membres de la famille Bach. Musicien reconnu et très prolifique, il enseignera le luth à des élèves comme Ernst Gottlieb Baron.
J.F. Reichardt écrit, en 1805, au sujet de la concurrence que se livraient les musiciens à Dresde : « Quiconque connaît la difficulté de jouer des modulations et de bons contrepoints au luth sera étonné et croira à peine que des témoins oculaires nous assurent que le grand luthiste de Dresde qu'était Sylvius Leopold Weiss, faisait la compétition avec Johann Sebastian Bach, grand claveciniste et organiste, en jouant des fantaisies et des fugues. »
Weiss a composé quelque 600 œuvres. Les principales sources dont nous disposons pour connaître son œuvre sont le Manuscrit de Londres, conservé à la British Library de Londres, qui comprend 237 pièces de tablature manuscrite pour luth seul dont 26 suites et de nombreuses pièces dont la Fantaisie (Prague, 1719), et le Tombeau sur la mort du comte Logy. Le Manuscrit de Dresde, conservé à la Bibliothèque d'État de Saxe à Dresde, comprend 21 suites. Ses concertos pour luth avec d'autres instruments sont perdus.

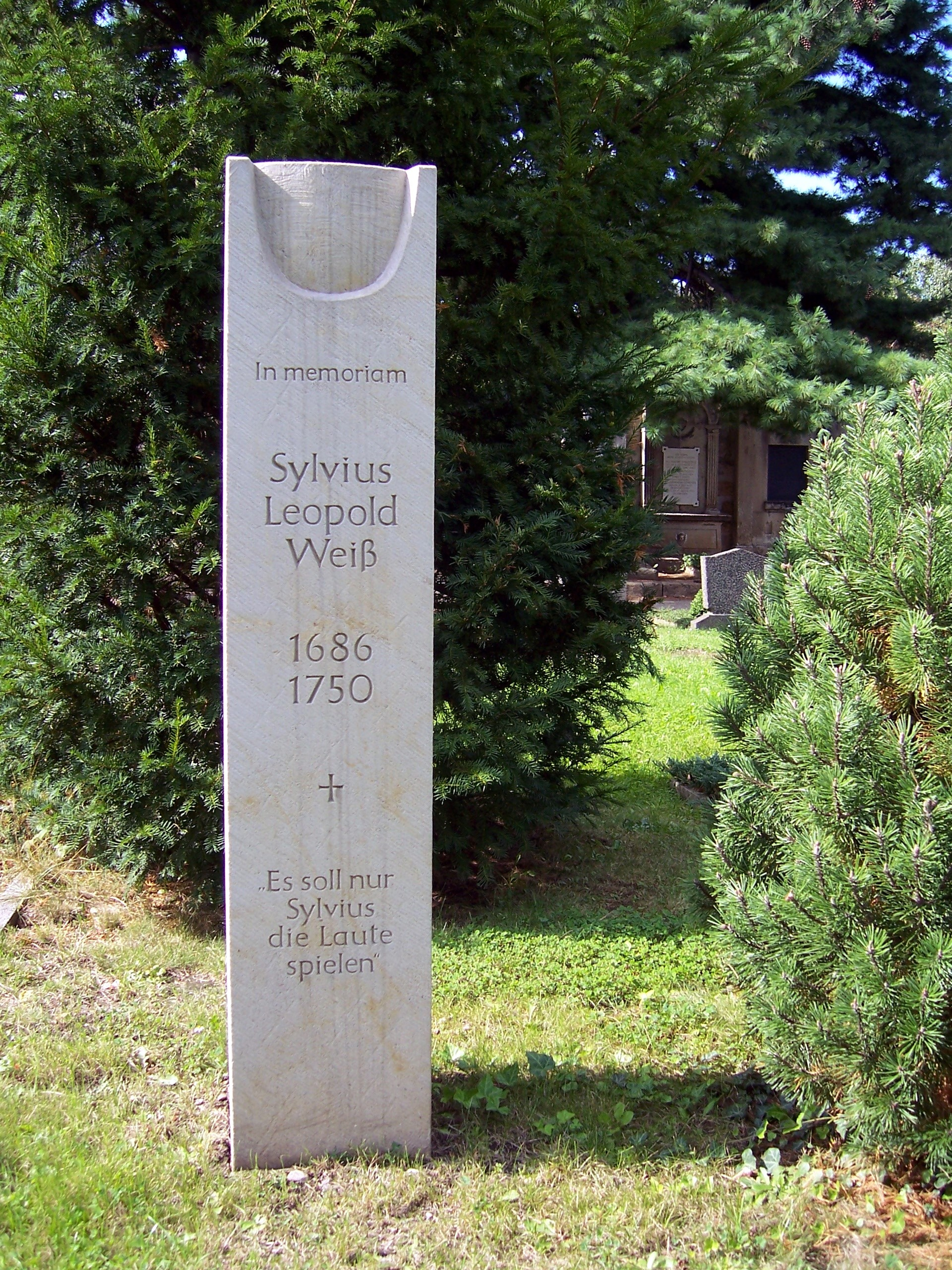
Stèle à la mémoire de Sylvius Leopold Weiss au cimetière catholique de Dresde

Weiss meurt à Dresde le 15 octobre 1750, la même année que Johann Sebastian Bach. Il est enterré au cimetière catholique de Dresde, où une stèle a été érigée le 5 septembre 2005 en sa mémoire.

## Citation
Au mois de mai 1728, répondant à une invitation du roi de Prusse, le prince-électeur de Saxe et roi de Pologne Auguste II se rendit à la cour de Berlin accompagné des quatre plus brillants musiciens de sa Chambre, le violoniste Johann Georg Pisendel, les flûtistes Pierre-Gabriel Buffardin et Johann Joachim Quantz et le luthiste Weiss.
La margravine Wilhelmine de Bayreuth, sœur de Frédéric II de Prusse, elle-même fervente luthiste, eut alors tout loisir de côtoyer ce maître durant le séjour prolongé de celui-ci à Berlin, et rendit hommage dans ses Mémoires au : 

« fameux Weiss, qui excelle si fort sur le luth, qu'on n'a jamais vu son pareil, et que tous ceux qui viendront après lui, n'auront que la gloire de l'imiter. »

Selon Hopkinson Smith, « on ne saurait mieux exprimer en si peu de mots la grandeur, le rôle et l'influence de ce maître ».

## Discographie
Nombreux enregistrements, dont :
- Sonates pour luth, volume 1. Yasunori Imamura[2], luth à 13 chœurs. CD Claves 50-2613, paru en 2006. Mention "Diapason d'Or" de la revue discographique Diapason
- Ars Melancholiae, sonates K.5 et K.9 et pièces diverses, José Miguel Moreno. Glossa.
- Partitas pour Luth, Hopkinson Smith, luth baroque à 13 chœurs Joel van Lennep, Boston, 1998, AUVIDIS.
- Sonates pour luth volume 3, n° 2, 27 et 35, Robert Barto, 1999, NAXOS.
- Sonales pour luth volume 5, nos. 38 & 43, Robert Barto, 2000, NAXOS.